# Университетская площадь (Москва)
Университе́тская пло́щадь — площадь, расположенная в Западном административном округе города Москвы на территории микрорайона Ленинские горы района Раменки.

## История
Площадь получила своё название 3 марта 1956 года по расположению вблизи нового комплекса зданий Московского государственного университета имени М. В. Ломоносова.

## Расположение

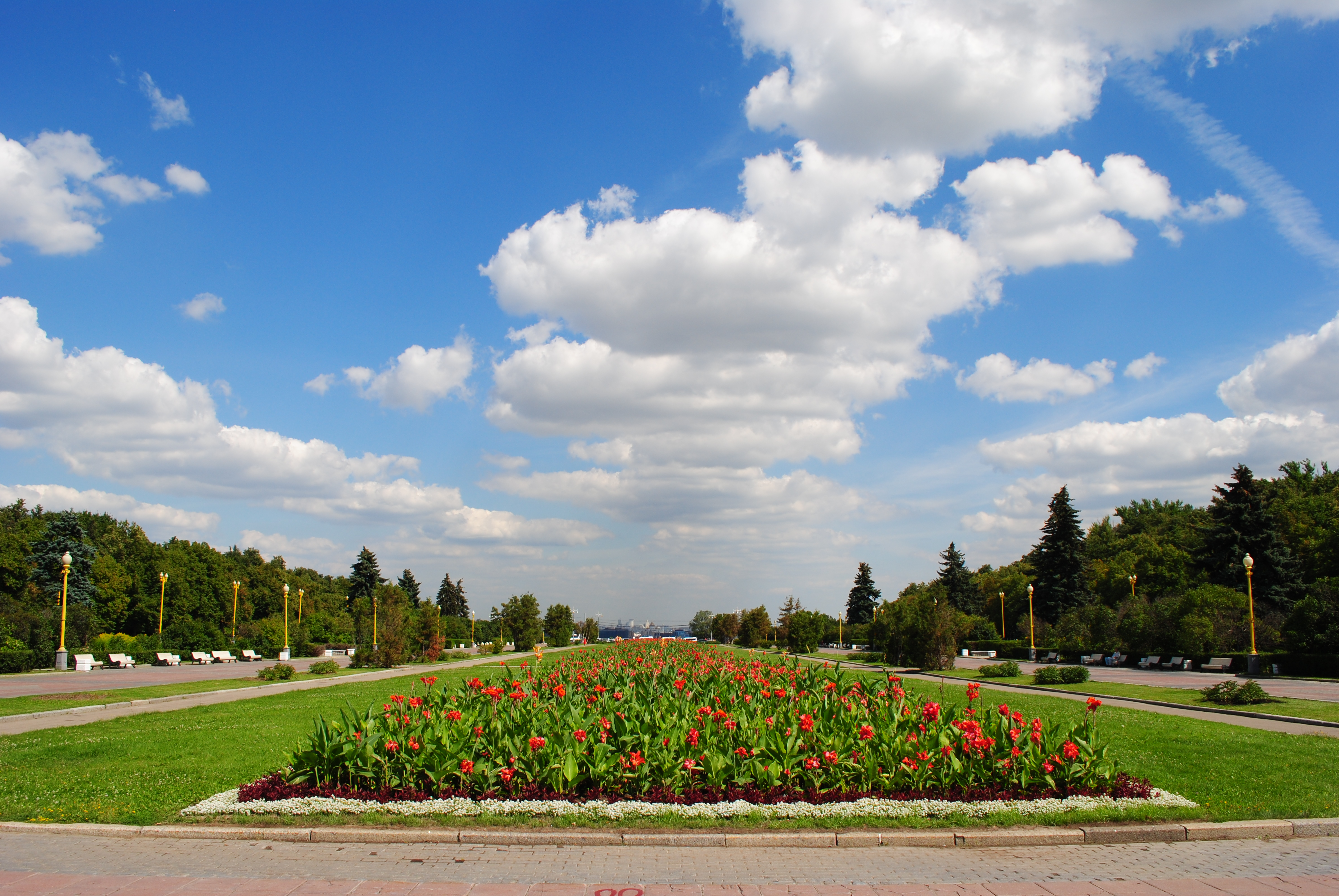
Университетская площадь (вид от Университетского проспекта в сторону улицы Косыгина)

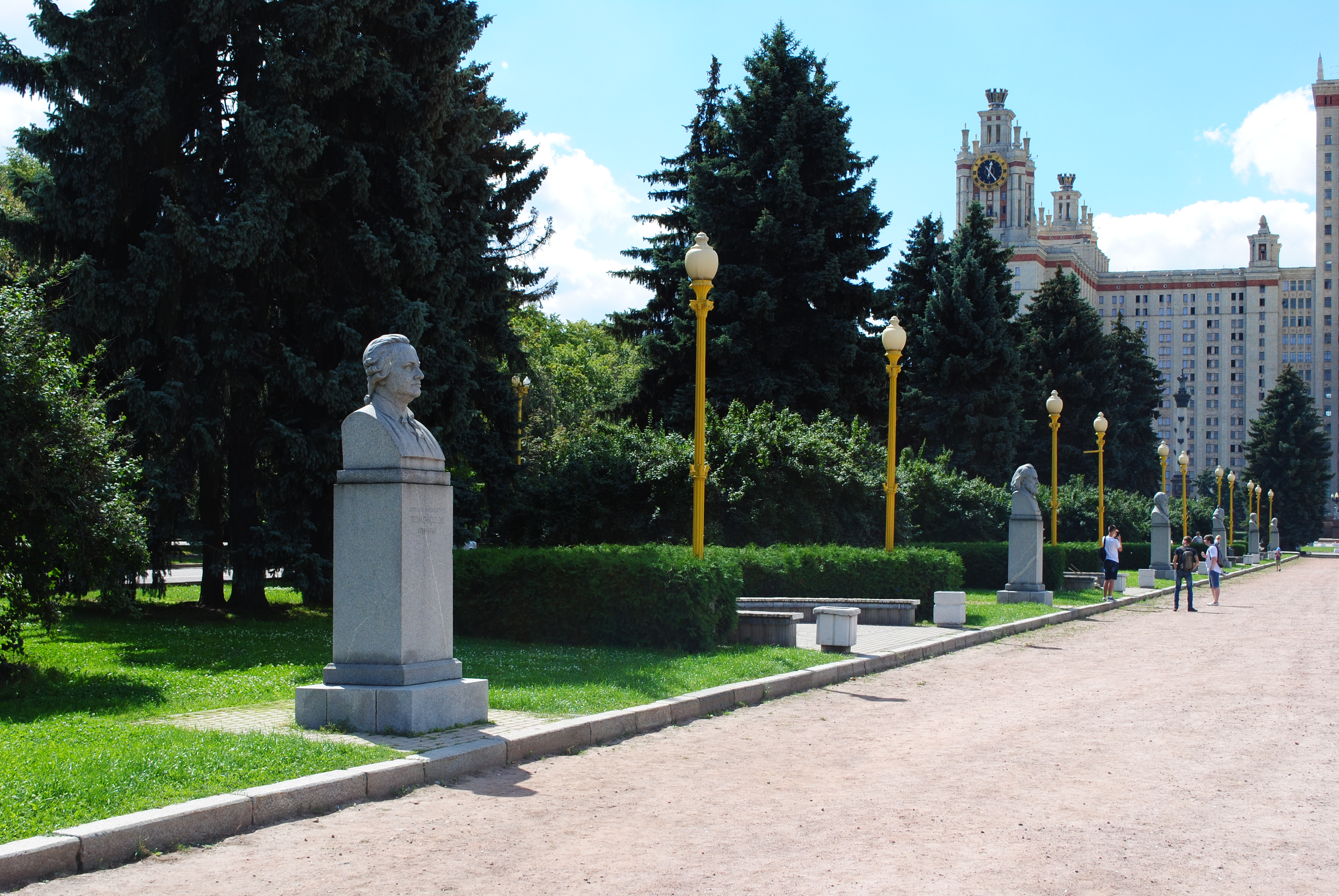
Университетская площадь (вид от Университетского проспекта в сторону улицы Академика Самарского): памятники выдающимся русским учёным

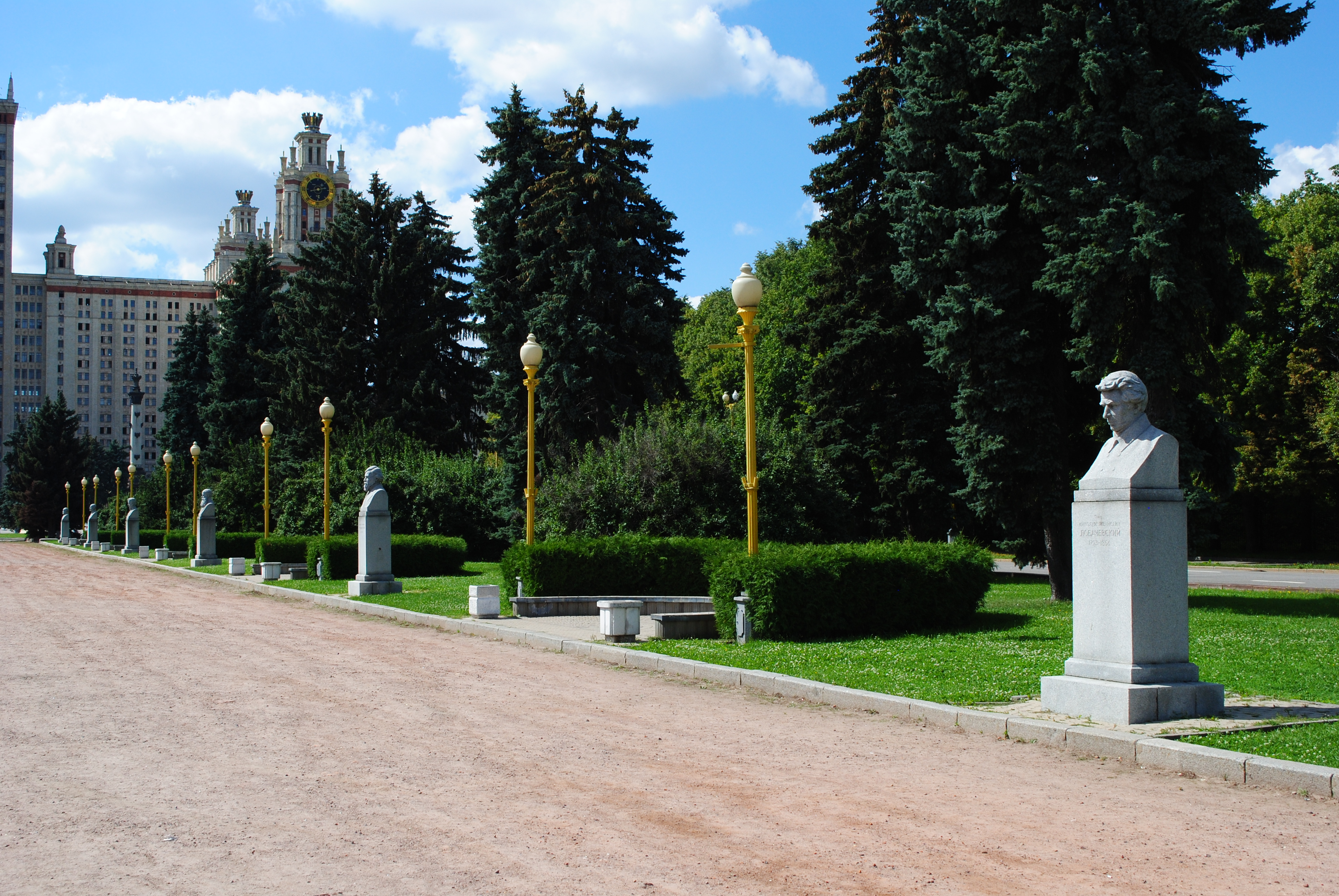
Университетская площадь (вид от Университетского проспекта в сторону улицы Академика Самарского): памятники выдающимся русским учёным

Университетская площадь расположена на Воробьёвых горах, между улицей Косыгина, улицей Лебедева и Менделеевской улицей. Площадь пересекает Университетский проспект. Площадь представляет собой эспланаду, проходящую от Главного здания МГУ им. М. В. Ломоносова в сторону Москвы-реки (эспланада продолжается на другом берегу реки, в Лужниках, до Третьего транспортного кольца). Часть площади от Главного здания МГУ им. М. В. Ломоносова до Университетского проспекта представляет собой широкую аллею, посередине которой расположен фонтан «Лилия», а по обеим сторонам фонтана установлены памятники выдающимся деятелям русской науки и культуры: Н. Е. Жуковскому, К. А. Тимирязеву, Д. И. Менделееву, П. Л. Чебышёву, А. И. Герцену, М. В. Ломоносову, И. П. Павлову, И. В. Мичурину, А. С. Попову, В. В. Докучаеву, Н. Г. Чернышевскому, Н. И. Лобачевскому. Часть площади от Университетского проспекта до улицы Косыгина представляет собой широкую аллею, посередине которой разбиты газоны. За улицей Косыгина продолжением площади является смотровая площадка.

## Интересные факты
В сентябре 1997 года по случаю 850-летия Москвы на Университетской площади со своим шоу выступал Жан-Мишель Жарр.

## Транспорт

### Автобус
111: пересекает площадь по Университетскому проспекту и следует по площади от улицы Лебедева до Менделеевской улицы

### Метро
- Станция метро «Ломоносовский проспект» Солнцевской линии — западнее площади, у пересечения Ломоносовского и Мичуринского проспектов
- Станция метро «Воробьёвы горы» Сокольнической линии — восточнее площади, на Воробьёвской набережной
- Станция метро «Университет» Сокольнической линии — южнее улицы, на пересечении проспекта Вернадского и Ломоносовского проспекта